# Atteleur

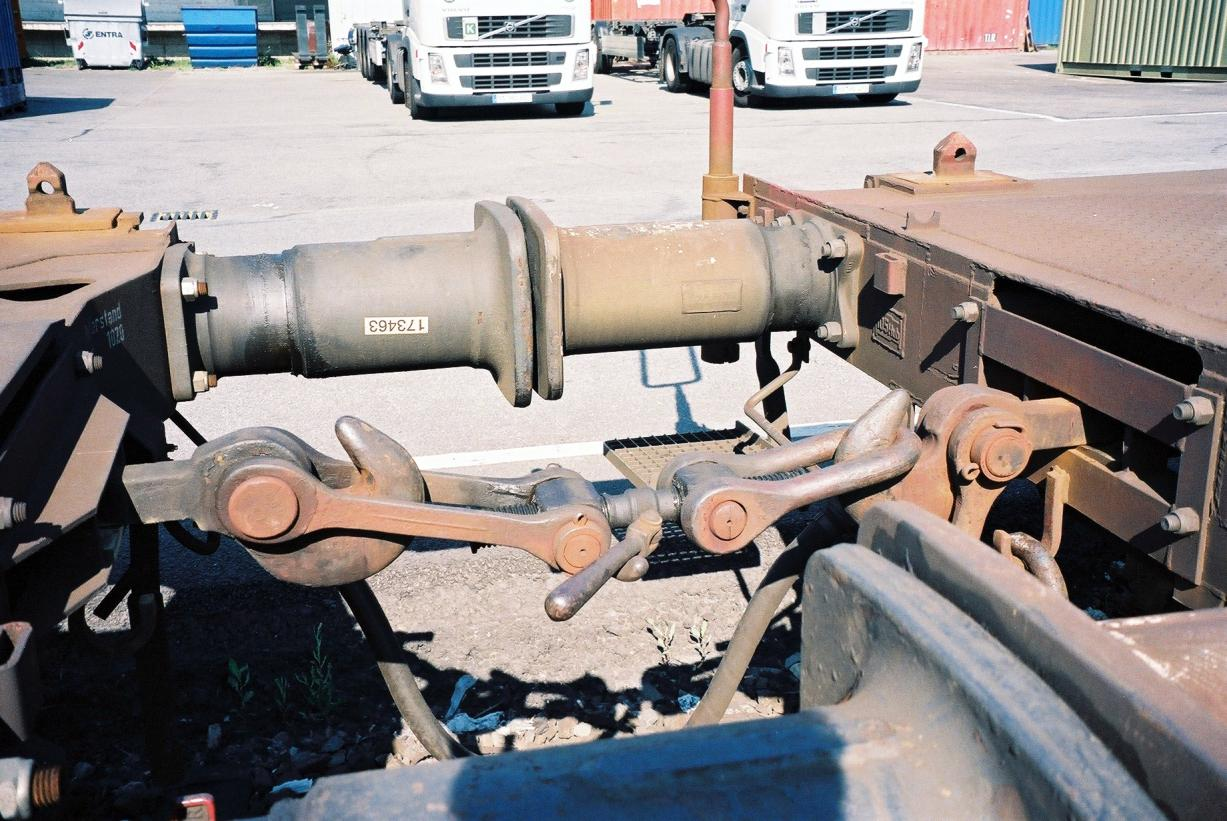
Attelage ferroviaire à vis

L'atteleur est l'employé du chemin de fer chargé d'atteler entre-eux les véhicules de matériel roulant ferroviaire : locomotives, voitures ou wagons.

## Fonction
L'atteleur se positionne entre les tampons d'un véhicule à l'arrêt. Sur les trains de voyageurs, il vérifie d'abord par une clé de chauffage que la ligne électrique de chauffage est à zéro volt, réalise l'attelage en passant la chape sur le crochet de traction et en serrant l'attelage au moyen d'une vis à pas contrarié, raccorde les deux conduites d'air comprimé (pour le freinage et pour la fermeture des portes), le câble d'alimentation électrique du chauffage, le câble de liaison téléphonique puis ressort et rend la clé de chauffage au mécanicien.
L'attelage de wagons de marchandises se limite aux liaisons mécanique et pneumatique. L'atteleur prépare la chape de ce véhicule immobile. Il attend l'arrivée du véhicule tamponneur arrivant à très basse vitesse, puis pénètre dans le rectangle entre les deux véhicules pour saisir la chape et la poser sur le crochet. 
Dans certains pays, aux États-Unis, dans les pays ayant succédé à l'Union soviétique, les attelages sont tous automatiques.
L'atteleur était un métier très dangereux dans les gares de triage. Pour gagner du temps, et éviter les sanctions en cas de retard, les atteleurs entraient dans la rame avant la fin du débranchement, prenant position au moment où les wagons descendant de la butte venaient toucher parfois avec violence le convoi à l'arrêt. La rame par jeu d'accordéon pouvait faucher l'atteleur.